# Stefano Bollani
Stefano Bollani (Milão, 5 de dezembro de 1972) é compositor, pianista e cantor italiano, também ativo como escritor e apresentador de televisão.
Conta com colaborações de músicos como Gato Barbieri, Chick Corea, Bill Frisell, Sol Gabetta, Richard Galliano, Trilok Gurtu, Chuco Valdes, Egberto Gismonti, Hamilton de Holanda, Lee Konitz, Bobby McFerrin, Pat Metheny, Caetano Veloso, Phil Woods, Hector Zazou e uma longa associação com o trompetista Enrico Rava, com quem gravou mais de 15 discos. Já atuou também com várias orquestras sinfónicas (Filarmonica della Scala, Orquestra de Santa Cecília de Roma, Orquestra Gewandhaus de Leipzig, Orquestra Real do Concertgebouw de Amsterdão, Orquestra de Paris, Orquestra Sinfônica de Toronto, entre outras) e com diretores como Riccardo Chailly, Daniel Harding, Kristjan Järvi, Zubin Mehta, Gianandrea Noseda e Antonio Pappano. Conta ainda com várias interpretações ao lado de artistas de pop-rock italiano e participações em rádio e TV, muitas das quais como apresentador. Possui um leque de 49 álbuns (31 em estúdio) e uma vasta lista de colaborações com outros artistas.

## Biografia

### Infância e juventude
Crescido em Florença, estudou piano a partir dos seis anos de idade, e aos quinze começou a atuar profissionalmente. Em 1993 licencia-se no Conservatório Luigi Cherubini sob a direção do maestro Antonio Caggiula. Após uma breve experiência como músico no mundo do pop italiano e militante no grupo de pop-rock La Forma, afirma-se no jazz a meio dos anos noventa.

### Os anos noventa
Fundamental a sua reunião com Enrico Rava, com quem começa a tocar em 1996. Juntos atuam em centenas de concertos por todo o mundo e gravam mais de 15 discos desde da Certi angoli segreti (1998), Rava Plays Rava e Shades of Chet (1999). Por outro lado, começa também a tocar regularmente com alguns dos mais importantes nomes do jazz italiano: Paolo Fresu, Roberto Gatto e Enzo Pietropaoli.
Em 1998, junto com o cantor e compositor Massimo Altomare, grava o seu primeiro álbum, Gnòsi delle fànfole, poesias de Fosco Maraini. Nesse mesmo ano participa em TenderLee for Chet – a primeira de inúmeras experiências discográficas com o saxofonista americano Lee Konitz – e ganha o prémio de melhor novo talento da revista italiana Musica Jazz. No ano seguinte, publica dois novos discos: Mambo Italiano, realizado em colaboração com um dos seus parceiros de maior confiança, o contrabaixista Ares Tavolazzi e L’orchestra del Titanic com a formação homónima que, ao lado de Bollani, inclui Antonello Salis, Riccardo Onori, Raffaello Pareti e Walter Paoli. Juntamente com os Solisti dell’ Orchestra della Toscana, participa ainda em Passatori, álbum do acordeonista francês Richard Galliano.

### Os anos dois mil
Nestes primeiros anos as colaborações deixam de estar limitadas ao jazz e envolvem artistas de pop italiano como Elio, Irene Grandi, Marco Parente, Peppe Servillo, Bobo Rondelli, Banda Osiris, Bandabardò, Massimo Ranieri. Mantém, no entanto, a associação com Enrico Rava com quem Bollani assina, entre outros, os álbuns Montréal Diary/B (2001), Tati (2005), The Third Man (2007) e New York Days (2009) e participa em discos e tournées internacionais onde atua com músicos como Gianni Basso, Gianluca Petrella, John Abercrombie, Jeff Ballard, Larry Grenadier, Paul Motian, Mark Turner, Phil Woods, Gato Barbieri e Pat Metheny.
Destacam-se também os encontros, em 2003, com a cantora russa Sainkho Namtchylak (Who Stole the Sky?) e Hector Zazou, que o convida a tocar em Strong Currents (entre outros convidados do álbum salientam-se ainda Laurie Anderson, Jane Birkin e Ryuichi Sakamoto).
Entre 2002 e 2006, Bollani grava quatro discos para a produtora francesa Label Bleu. Inaugura esta série Les Fleures Bleues (2002), inspirado no livro com o mesmo nome de Raymond Queneau e gravado com Scott Colley e Clarence Penn. Segue em 2003 Småt Småt, evidenciado pela revista inglesa Mojo como um dos melhores discos do ano. Em 2004 - ano que culmina com o New Star Award, prémio da revista japonesa Swing journal concedido pela primeira vez a um músico não-americano – é publicado Concertone, o primeiro disco gravado por Bollani com uma orquestra sinfónica: a Orchestra della Toscana dirigida por Paolo Silvestri; em relação às músicas deste disco, o coreógrafo Mauro Bigonzetti realiza um espetáculo para o Stuttgart Ballet. Conclui a série I Visionari (2006), álbum realizado com a banda homónima formada por Mirko Guerrini, Nico Gori, Ferruccio Spinetti e Cristiano Calcagnile, com participações de Mark Feldman, Paolo Fresu e Petra Magoni.
Ao mesmo tempo, a produtora Venus Japan publica quatro dos discos do “Stefano Bollani Trio”, formado por Ares Tavolazzi no contrabaixo e Walter Paoli na bateria: Black and Tan Fantasy (2002), Volare (2002), Falando de amor (2003), Ma l’amore no (2005) e I’m in the Mood for Love (2007). Paralelamente, Bollani começa uma intensa colaboração com o contrabaixista Jesper Bodilsen e o baterista Morten Lund, com quem em conjunto, vem a formar o “Danish Trio”. Em três anos são lançados pela produtora Stunt: Mi ritorni in mente (2003), Close to You (2004, com a cantora dinamarquesa Katrine Madsen) e Gleda: Songs from Scandinavia (2005). Segue em 2009 para ECM, Stone in the Water.
Em 2006 destaca-se a publicação de Piano Solo: a revista Musica Jazz premeia-o como álbum do ano e nomeia Bollani músico italiano do ano (reconhecimento que vem também a obter em 2010). Em 2007 Bollani experimenta o repertório clássico, juntamente com a Filarmonica ‘900 del Teatro Real de Turim dirigido por Jan Latham-Koenig, gravando o Concert champêtre, Les Animaux modèles e as improvisações 13 e 15 de Francis Poulenc. Poucos meses depois é lançado BollaniCarioca, realizado com importantes artistas brasileiros. Em dezembro de 2007, Bollani toca um piano de cauda numa favela do Rio de Janeiro – uma proeza realizado anteriormente apenas por Antônio Carlos Jobim – companhado de cinco músicos brasileiros: Marco Pereira (violão), Jorge Helder (contra-baixo), Jurim Moreira (bateria), Marçalzinho (percussionista) e Zé Nogueira (sax soprano). No mesmo ano vence o Prémio Hans Koller como melhor músico europeu de 2007 e vem destacado pela revista americana All About Jazz na lista dos cinco músicos mais importantes do ano, junto a Dave Brubeck, Ornette Coleman, Charles Mingus e Sonny Rollins.
Neste período continuam as incursões no mundo da música italiana, mas a colaboração mais significativa é aquela iniciada em 2009 com o grande pianista de jazz Chick Corea, com quem Bollani atua num duo de piano sem precedentes em várias cidades da Itália. Deste concerto vem realizado o álbum ao vivo Orvieto.

### De 2010 aos dias de hoje
Em 2010, o Berklee College of Music atribui a Bollani o grau honoris causa. A 14 de setembro do mesmo ano, é lançado o CD Rhapsody in Blue - Concerto in F.  Gravado com a Orquestra de Gewandhaus de Leipzig e dirigido por Riccardo Chailly, o álbum contém três obras do compositor americano George Gershwin: Rhapsody in Blue (na versão para piano e banda de jazz concebida por Paul Whiteman), o Concerto in F para piano e orquestra e as Rialto Ripples. O CD entra diretamente para o oitavo lugar no ranking pop: é a primeira vez em Itália que um registro clássico entra no top 10. Com mais de 70.000 cópias vendidas, vence ainda o Disco de Platina.
Em 2012, a dupla Bollani-Chailly com a Orquestra de Gewandhaus publica Sounds of the 30s, um CD de grandes clássicos dos anos trinta: o Concerto en sol majeur de Maurice Ravel; o Tango de Ígor Stravinski; o Tango de Kurt Weill, da Ópera dos Três Vintens; Surabaya Johnny do mesmo Weill, da comédia musical Happy End; a suite Le mille e una notte de Victor de Sabata. Sempre com Chailly, Bollani atua ainda com a Orquestra de Paris, em Paris, e com a Filarmonica della Scala, em Milão. Do concerto de Milão a 21 de abril de 2012, transmitido ao vivo nos cinemas em cerca de 20 países, nasce o DVD Live at La Scala (2013), que inclui composições de George Gershwin (Catfish Row, An American in Paris, Concerto in F, Rialto Ripples) e peças de Scott Joplin (Maple Leaf Rag) e Joseph Kosma (Folhas mortas).
Enquanto se seguem os concertos com orquestras sinfónicas – dirigidos por Daniel Harding, Kristjan Järvi, Zubin Mehta, Gianandrea Noseda e Antonio Pappano, entre outros – é gravado também Big Band!, album com a NDR Bigband de Hamburgo dirigida pelo saxofonista norueguês Geir Lysne (2011; ECHO Jazz-Preis 2013).
De seguida são lançados Irene Grandi & Stefano Bollani (2012) e O que será (2013, com Hamilton de Holanda). Em 2014 é a vez de Sheik Yer Zappa, um tributo a Frank Zappa. Ainda em 2014, regressam as publicações com o Danish Trio e é lançado Joy in Spite of Everything, álbum embelezado pela presença de Mark Turner e Bill Frisell e premiado pela Musica Jazz como o melhor álbum do ano.  A 26 de setembro surge outro importante reconhecimento internacional, com a premiação de Bollani do JTI Trier Jazz Award.
Em 2015, com o disco Arrivano gli alieni, Bollani afirma-se pela primeira vez como um cantautor. Seguem-se em 2016 o CD Live from Mars e o novo projeto Napoli Trip. Acompanhado por Daniele Sepe, Nico Gori, Manu Katché e Jan Bang, e com a colaboração de convidados como Arve Henriksen, Audun Kleive e Hamilton de Holanda, Bollani presta desta forma homenagem à música napolitana. Ainda em 2016, participa no disco de Hamilton de Holanda Samba de Chico onde inclusive toca com Chico Buarque na canção Vai trabalhar vagabundo. Em 2017, é lançado Mediterraneo, gravado ao vivo no Berliner Philharmonie com Jesper Bodilsen, Morten Lund, Vincent Peirani e catorze membros da Orquestra Filarmônica de Berlim. Arranjado e dirigido por Geir Lysne, o disco homenageia o repertório italiano e compositores como Monteverdi, Rossini, Puccini, Leoncavallo, Rota, Morricone e Paolo Conte. Seu álbum mais recente é o ítalo-brasileiro Que bom (Alobar, 2018). Inteiramente gravado no Rio de Janeiro com banda formada pelos músicos brasileiros Armando Marçal (percussão), Jorge Helder (baixo), Jurim Moreira (bateria) e Thiago da Serrinha (percussão), Que bom  tem as participações especiais de Caetano Veloso, João Bosco, Jaques Morelenbaum e Hamilton de Holanda.
Em 2024 foi nomeado Ministro Flamejante da Estrela de Ouro do Instituto Patafísico Vitellianense
Em 2024, a colaboração com Lorenzo Hengeller foi importante em Il pianerottolo (faixas Frasi fatte – Cantieri – Disaccordi – Il giorno dell’amore) e em 2025 colaborou com Christian Mascetta em Ricami (faixa Il suono di casa mia).

## Outros projetos
Bollani foi criador e apresentador de vários programas de rádio e televisão italianos: Il Dottor Djembè (Radio Rai 3, 2006-2012), Sostiene Bollani (Rai 3, 2011 e 2013), L’importante è avere un piano (Rai 1, 2016), Via dei Matti n°0 (Rai 3, 2021-2022) entre outros.
No teatro, trabalhou como músico-ator e como compositor. Durante a temporada teatral de 2015/2016 levou a palco o espetáculo La regina Dada, escrito, realizado e dirigido em parceria com Valentina Cenni.
Em Itália, Bollani é autor de vários livros. Entre os quais: La sindrome di Brontolo (2006) e três textos sobre o mundo da música: L’America di Renato Carosone (2004), Parliamo di musica (2013) e Il monello, il guru, l’alchimista e altre storie di musicisti (2015).
Da Disney surge a personagem de banda desenhada, Paperefano Bolletta, um músico amigo do Pato Donald baseado em Bollani. A personagem aparece pela primeira vez a 22 de setembro de 2009 numa edição italiana de Banda desenhada Disney (Topolino).
Il tempo della stravaganza é seu último livro lançado em março de 2025.

## Prémios e reconhecimentos

### Prémios principais
- 1998 - Melhor novo talento (rivista Musica Jazz)
- 2003 - Premio Carosone
- 2004 - New Star Award (premio da revista japonesa Swing Journal aos novos talentos estrangeiros)
- 2006 - Músico italiano do ano (Musica Jazz)
- 2006 - Piano solo disco do ano (Musica Jazz)
- 2007 - Hans Koller European Jazz Prize
- 2007 - Músico do ano (revista americana All About Jazz)
- 2009 - Paul Acket Award (North Sea Jazz Festival)
- 2010 - Capri Global Artist Award
- 2010 - Músico do ano (Musica Jazz)
- 2011 - Prémio “Fiorentini nel mondo“
- 2011 - Los Angeles Excellence Award para a cultura italiana no mundo
- 2012 - Prémio “Milano per la musica“
- 2013 - Echo Jazz-Preis a Big Band! (disco do ano na categoria “Big Band”)
- 2014 - JTI Trier Jazz Award
- 2014 - Joy in Spite of Everything disco do ano (Musica Jazz)
- 2019 - Premio Monini “Una finestra sui due mondi”
- 2021 - Nastro d'Argento de Melhor Trilha Sonora: Carosello Carosone
- 2021 - Prêmio Flaiano de Melhor Transmissão Cultural: Via dei Matti nº0
- 2021 - Prêmio Tenco (carriera)
- 2022 - Soundtrack Stars Award (prémio da crítica) - Festival Internacional de Cinema de Veneza

### Reconhecimentos
- Comendador – Ordem do Mérito da República Italiana (30 de dezembro de 2016)[16]
- Grau honoris causa em musica jazz – Berklee College of Music (15 de julho de 2010)
- Gonfalone d’argento – Região Toscana
- Membro honorário do Colégio italiano de 'Patafísica

## Discografia selecionada
- Gnòsi delle fanfole - Sonica, 1998
- L’orchestra del Titanic - Via Veneto Jazz, 1999
- Mambo italiano - Philology, 1999
- The Macerata Concert - Philology, 2000
- Abbassa la tua radio - Ermitage, 2000
- Il cielo da quaggiù - Via Veneto Jazz, 2001
- Black and Tan Fantasy - Venus Japan, 2002
- Les fleurs bleues - Label Bleu, 2002
- Volare - Venus Japan, 2002
- Falando de amor - Venus Japan, 2003
- Småt Småt - Label Bleu, 2003
- Concertone - Label Bleu, 2004
- Ma l’amore no - Venus Japan, 2004
- Mi ritorni in mente - Stunt, 2004
- Gleda - Stunt, 2005
- Piano solo - ECM, 2006
- I visionari - Label Bleu, 2006
- Francis Poulenc: Les Animaux modèles; Concert champêtre pour piano et orchestre; Improvisations 13, 15 - Avie, 2007
- I’m in the Mood for Love - Venus Japan, 2007
- Ma l'amore no - Venus, 2007
- BollaniCarioca - Universal, 2008
- Stone in the Water - ECM, 2009
- Gershwin: Rhapsody in Blue, Concerto in F - Decca, 2010
- Big Band! - Verve, 2011
- Orvieto - ECM, 2011
- Sounds of the 30s - Decca, 2012
- Irene Grandi & Stefano Bollani - Carosello, 2012
- O que serà - ECM, 2013
- Joy in Spite of Everything - ECM, 2014
- Sheik Yer Zappa - Decca, 2014
- Arrivano gli alieni - Decca, 2015
- Live from Mars - Gruppo Editoriale L’Espresso, 2016
- Napoli Trip - Decca, 2016
- Mediterraneo - ACT, 2017
- Que bom - Alobar, 2018
- The Music of Sasha Argov: Live in Tel Aviv - Alobar, 2019
- Piano Variations on Jesus Christ Superstar -  Alobar, 2020
- El Chakracanta: Live in Buenos Aires - Alobar, 2021, com Orquesta Sin Fin
- Via dei Matti nº0 - Sony Music, 2022, com Valentina Cenni
- Blooming - Sony Music 2023
- 18 Preludi per pianoforte - Universal Music Italia 2024
- Jazz at Berlin Philarmonic XV - ACT Music + Vision GmbH & Co.KG 2025

### Música cinematográfica
- Carosello Carosone - Universal, 2021, Nastro d'Argento de Melhor Trilha Sonora
- Il pataffio - BMG, 2022
- Essere oro - Alobar, Vivo film, 2022
- Marcel Et Monsieur Pagnol - 2025